# Erik Wijk (redare)
Erik Bertilsson Wijk, född 29 juni 1906 i Göteborg, död 1980, var en svensk redare.
Erik Wijk var son till direktören juris doktor Bertil Wijk och Sigrid Carlson. Efter studentexamen vid Lundsbergs skola 1925 och examen vid Göteborgs handelsinstitut 1927 bedrev Wijk affärspraktik i Storbritannien och Frankrike, bland annat hos Svenska kullagerfabrikens dotterbolag i Paris. 1930–1932 var han chef för AB Svenska telegrambyrån i Göteborg och 1933–1946 VD i AB Nordisk resebureau där. Han blev vice VD i Svenska Amerika Linien, Göteborg, 1944 och var från 1950 rederiets VD. Efter bolagsfusion 1946 omfattade det även det tidigare fristående Svenska Amerika Mexiko Linien. Wijk var därutöver styrelseledamot i bland annat Ångfartygs AB Tirfing, Rederiaktiebolag Svenska Lloyd, Försäkringsaktiebolaget Atlantica, Eriksbergs Mekaniska Verkstads AB, Scandinavian Airline System med flera.